# بيتار بافلوفيتش (لاعب كرة قدم)
بيتار بافلوفيتش (3 مارس 1987 في صربيا - ) هو لاعب كرة قدم صربي في مركز الدفاع. لعب مع رادنيتشكي 1923 ‏ وAiginiakos F.C. ‏ ونادي ميتالاك وFK Novi Pazar ‏.

## وصلات خارجية
- بيتار بافلوفيتش على موقع قاعدة بيانات كرة القدم.إي يو (الإنجليزية)
- بيتار بافلوفيتش على موقع Soccerway.com (الإنجليزية)